# Pearl Kendrick
Pearl Louella Kendrick (24 de agosto de 1890 - 8 de outubro de 1980) foi uma bacteriologista norte-americana. Kendrick é conhecida por co-desenvolver a primeira vacina para a coqueluche com Grace Eldering e Loney Gordon. Ela também contribuiu para a promoção de padrões internacionais de vacinas.

## Infância e educação
Pearl Louella Kendrick nasceu em 24 de agosto de 1890 em Wheaton, Illinois, EUA. Quando ela tinha apenas três anos, ela contraiu a tosse convulsa. Ela se formou no colégio em 1908 e frequentou o Greenville College por um ano antes de se transferir para a Syracuse University. Em 1914, ela recebeu seu bacharelado de Syracuse. Kendrick se formou na Universidade Johns Hopkins em 1934.  

## Pesquisa
Após a formatura, Kendrick começou a pesquisar a coqueluche com base nos dados estatísticos da época: a doença matou em média 6.000 pessoas nos Estados Unidos, sendo a maioria (95%) crianças. Ela voltou para Grand Rapids, Michigan, e trabalhou no Western Michigan Branch Laboratory do Departamento de Saúde de Michigan. Foi lá que ela conheceu Grace Eldering. Eldering estava localizada em Lansing e trabalhava no Departamento de Saúde do Estado.
Kendrick e Eldering chefiaram o projeto da vacina por meio do desenvolvimento do programa, testes e a eventual inoculação de crianças com a vacina contra coqueluche. A vacina foi um sucesso. Michigan começou a distribuir as vacinas em 1940 e as mortes por coqueluche diminuíram. Seu trabalho contribuiu significativamente para o desenvolvimento de diagnósticos de placa para tosse. A natureza colaborativa de seu trabalho dentro da comunidade de pesquisa bacteriológica e suas parcerias com a comunidade de saúde pública de Grand Rapids são reconhecidas como uma importante contribuição para a pesquisa de vacinas e saúde pública.

## Aposentadoria e morte
Em 1951, Kendrick se aposentou do Departamento de Saúde Pública de Michigan. Depois de se aposentar, ela se tornou um membro do corpo docente do Departamento de Epidemiologia da Universidade de Michigan. Ela se aposentou da Universidade em 1960. Kendrick foi presidente do ramo de Michigan da American Society for Microbiology. Ela morreu em 8 de outubro de 1980, em Grand Rapids.
Kendrick foi introduzida no Hall da Fama das Mulheres de Michigan em 1983.